# Oranjestad (Sint Eustatius)
Koordinaten: 17° 29′ N, 62° 59′ W

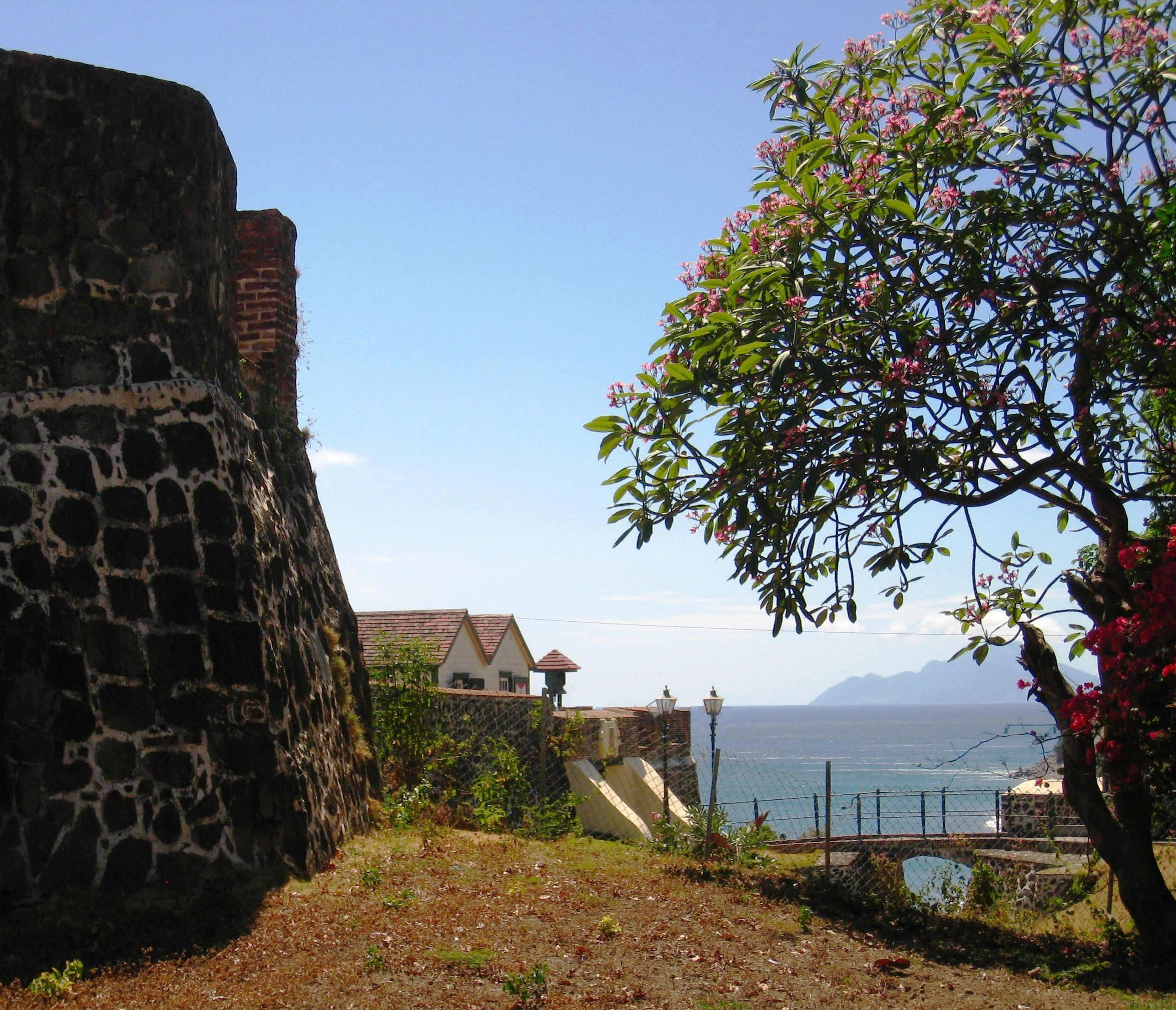
Das Fort Oranje

Oranjestad ist der Hauptort der niederländischen Karibik-Insel Sint Eustatius. Er hat ungefähr 1000 Einwohner.
Die Stadt kann man in zwei Ortsteile trennen: die untere Stadt und die obere Stadt.
Die untere Stadt, die direkt am Ufer gelegen ist, ist historisch wesentlich wertvoller. Hier gibt es Ruinen aus der Kolonial-Zeit, das beliebteste Strand-Areal und einen Hafen, der auch heute noch in Betrieb ist.
Die obere Stadt ist westlich-modern geprägt. Hier befindet sich das wirtschaftliche Zentrum der Stadt.

## Sehenswürdigkeiten
Die wohl wichtigste Sehenswürdigkeit der Stadt ist das Fort Oranje, die oberhalb des Ufers liegt. In Richtung Meer befinden sich an den intakten Wehranlagen noch Kanonen. Bewundernswert ist auch der schöne Innenhof. In der Nähe befinden sich ein Museum über die Geschichte der Insel, eine der ältesten Synagogen in der Region des amerikanischen Kontinents (erbaut 1739), ein jüdischer Friedhof und eine 1755 im niederländischen Stil erbaute, teilweise verfallene Kirche.

## Einrichtungen
In Oranjestad gibt es verschiedene Geschäfte, eine Schule, ein Krankenhaus und Verwaltungsgebäude der Regierung.